# Лук Фицџералд
Лук Фицџералд (енгл. Luke Fitzgerald; 13. септембар 1987) професионални је рагбиста и репрезентативац Ирске, који тренутно игра за Ленстер. Висок је 186 цм, тежак је 92 кг и игра на позицији крила. Студирао је на "Blackrock College", а негов отац Дес Фицџералд је такође играо рагби за репрезентацију Ирске. Од 2006. до сада за Ленстер је одиграо 141 меч и постигао 160 поена. Дебитовао је октобра 2006. за Ирску репрезентацију, за коју је укупно одиграо 34 утакмице и постигао 4 есеја. Одиграо је и 1 меч за британске и ирске лавове. Са Ленстером је 3 пута освојио келтску лигу, 3 пута КЕШ и 1 челинџ куп.